# Andre Ettienne
Andre Ettienne (La Brea, 9 ottobre 1990) è un ex calciatore trinidadiano, di ruolo difensore.

## Carriera

### Club
In carriera ha giocato 5 partite nella fase a gironi della CONCACAF Champions League.

## Statistiche

### Cronologia presenze e reti in nazionale
| Cronologia completa delle presenze e delle reti in nazionale ― Trinidad e Tobago | Cronologia completa delle presenze e delle reti in nazionale ― Trinidad e Tobago | Cronologia completa delle presenze e delle reti in nazionale ― Trinidad e Tobago | Cronologia completa delle presenze e delle reti in nazionale ― Trinidad e Tobago | Cronologia completa delle presenze e delle reti in nazionale ― Trinidad e Tobago | Cronologia completa delle presenze e delle reti in nazionale ― Trinidad e Tobago | Cronologia completa delle presenze e delle reti in nazionale ― Trinidad e Tobago | Cronologia completa delle presenze e delle reti in nazionale ― Trinidad e Tobago |
| Data                                                                             | Città                                                                            | In casa                                                                          | Risultato                                                                        | Ospiti                                                                           | Competizione                                                                     | Reti                                                                             | Note                                                                             |
| -------------------------------------------------------------------------------- | -------------------------------------------------------------------------------- | -------------------------------------------------------------------------------- | -------------------------------------------------------------------------------- | -------------------------------------------------------------------------------- | -------------------------------------------------------------------------------- | -------------------------------------------------------------------------------- | -------------------------------------------------------------------------------- |
| 19-3-2016                                                                        | Saint George's                                                                   | Grenada                                                                          | 2 – 2                                                                            | Trinidad e Tobago                                                                | Amichevole                                                                       | -                                                                                | 64’                                                                              |
| 27-5-2016                                                                        | Montevideo                                                                       | Uruguay                                                                          | 3 – 1                                                                            | Trinidad e Tobago                                                                | Amichevole                                                                       | -                                                                                | 41’                                                                              |
| 3-6-2016                                                                         | Qinhuangdao                                                                      | Cina                                                                             | 4 – 2                                                                            | Trinidad e Tobago                                                                | Amichevole                                                                       | -                                                                                | 46’                                                                              |
| Totale                                                                           |                                                                                  | Presenze                                                                         | 3                                                                                |                                                                                  | Reti                                                                             | 0                                                                                |                                                                                  |